# Grote bekarde
De grote bekarde (Pachyramphus aglaiae) is een zangvogel uit de familie Tityridae. De soort is  genoemd naar Aglaé Brelay.

## Verspreiding en leefgebied
Deze soort komt voor in Midden-Amerika en telt acht ondersoorten:
- P. a. albiventris: ZO-Arizona (ZW-Verenigde Staten) en W-Mexico.
- P. a. gravis: Z-Texas (ZC-Verenigde Staten) en NO-Mexico.
- P. a. yucatanensis: Yucatán (ZO-Mexico).
- P. a. insularis: Maria-eilanden (nabij W-Mexico).
- P. a. aglaiae: Z-Mexico.
- P. a. sumichrasti: van ZO-Mexico tot W-Guatemala.
- P. a. hypophaeus: van C-Belize en Guatemala tot W-Panama.
- P. a. latirostris: van El Salvador tot NW-Costa Rica.

## Status
De grootte van de populatie is in 2019 geschat op 2 miljoen volwassen vogels. Op de Rode lijst van de IUCN heeft deze soort de status niet bedreigd.

## Externe link

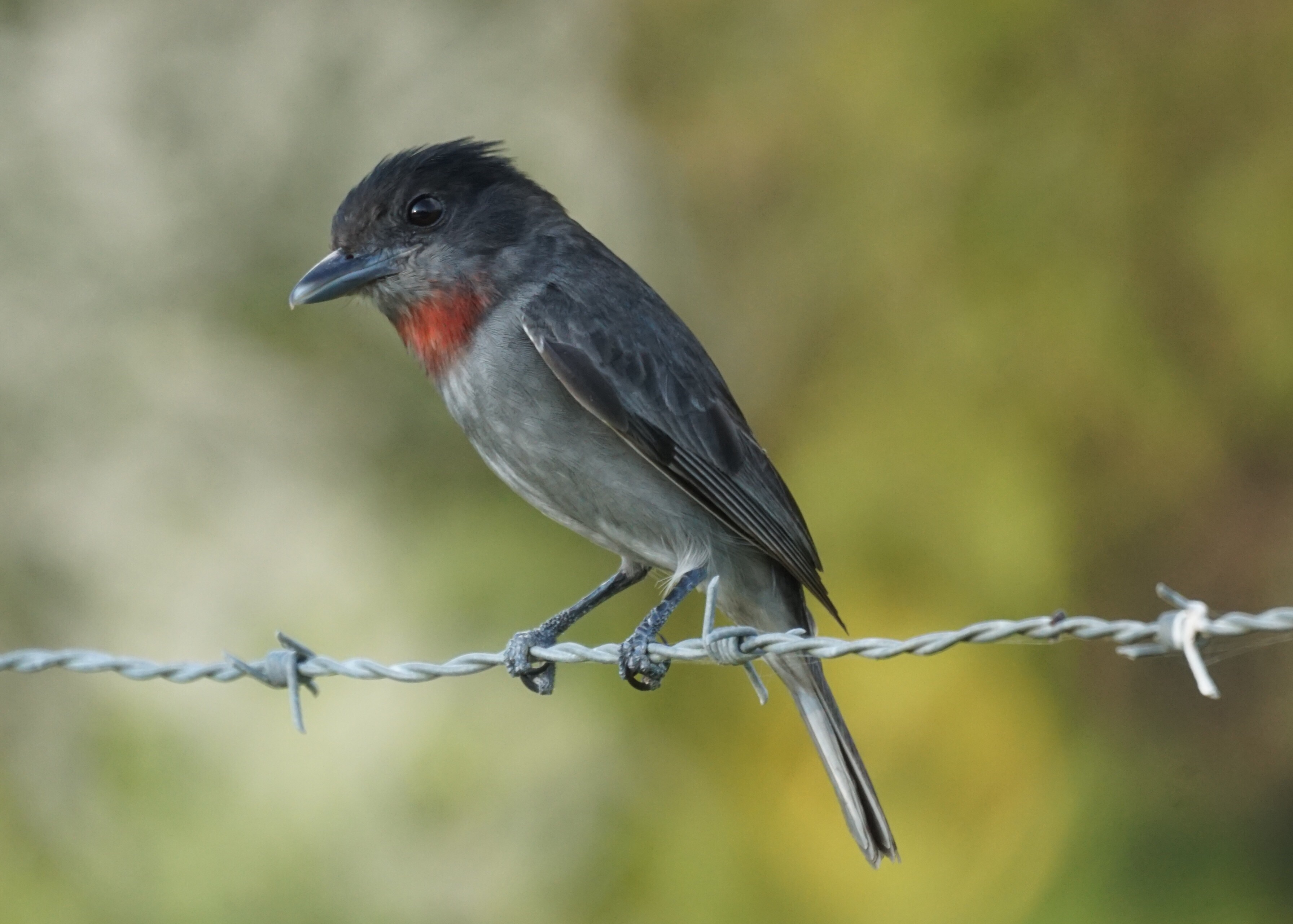
Mannetje